# Onicha
Onicha è una delle tredici aree a governo locale (local government areas) in cui è suddiviso lo stato di Ebonyi, nella Repubblica Federale della Nigeria.
Si estende su una superficie di 476 km² e conta una popolazione di 236.828 abitanti.